# Ronde van Limburg

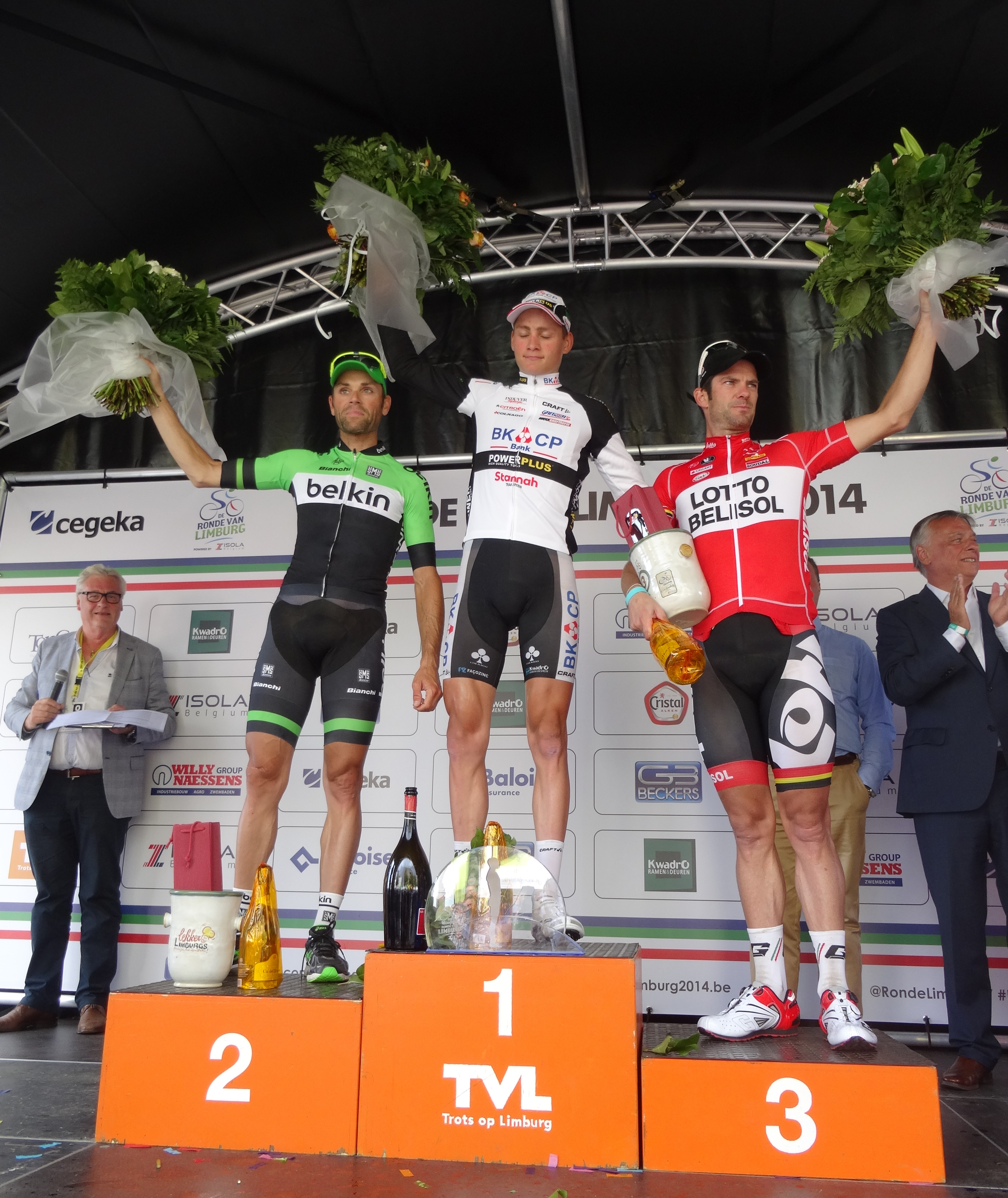
Podiet vid Ronde van Limburg 2014. Från vänster Paul Martens, Mathieu van der Poel, och Greg Henderson.

Ronde van Limburg ("Limburg runt") är ett belgiskt endagslopp i landsvägscykling som avhålls årligen i provinsen Limburg. De första upplagorna av loppet kördes för amatörer 1908–1912, därefter för oberoende 1919–1920 och 1929–1931. Den första upplagan för professionella kördes 1933. Därefter hölls loppet årligen, endast med uppehåll 1940 (andra världskriget), 1971 och 1991, fram till och med 1994 då det lades ner på grund av finansieringsproblem. Loppet återuppväcktes 2012 då det även inkluderades i UCI Europe Tour klassificerat som 1.2 – uppgraderat till 1.1 2014. Det ställdes in 2020 på grund av coronapandemin. På 1900-talet låg start och mål i Sint-Truiden och hölls vanligtvis i mars. Sedan återskapandet 2012 går loppet på Kristi himmelsfärdsdag och har mål i Tongeren. Även starten låg i Tongeren till och med 2019, varefter den flyttades till Hasselt.
Bansträckningen varierar från år till år, men består av olika slingor, vilka innehåller en del backar och gatstenssträckor – loppet går ju i Flandern.
Notera att det även hålls ett lopp med namnet "Ronde van Limburg" i den nederländska provinsen Limburg. Detta har dock endast nationell status.

## Podieplaceringar
| 1921-1928 |

| 1940 |

| 1971 |

| 1991 |

| 1995-2011 |